# Andrew Millis
Andrew J. Millis (* um 1960) ist ein US-amerikanischer Physiker.
Millis erhielt 1982 seinen Bachelor-Abschluss in Physik magna cum laude am Harvard College, erhielt 1983 ein Certificate of Advanced Studies in Mathematik an der Universität Cambridge, wo er als Fulbright-Stipendiat war, und wurde 1986 am Massachusetts Institute of Technology in Physik promoviert und war dann zehn Jahre als theoretischer Physiker an den Bell Laboratories. Er war ab 1996 Associate Professor und ab 1997 Professor an der Johns Hopkins University und ab 1999 an der Rutgers University, bevor er 2001 Professor an der Columbia University wurde. 2006 bis 2009 stand er dort der Abteilung Physik vor.
Seit 2011 ist er als stellvertretender Direktor Physik mit der Simons Foundation verbunden und ist seit 2017 Ko-Direktor des Center for Computational Quantum Physics am Flatiron Institute der Simons Foundation.
Er befasst sich theoretisch mit dem quantenmechanischen Vielteilchenproblem und stark korrelierten Elektronensystemen in Festkörpern, zum Beispiel Hochtemperatursupraleiter, verschiedene neuartige Materialien, CMR-Effekt in Manganiten, quasi-eindimensionale Leiter, Systeme schwerer Fermionen, fast-magnetische Systeme, Oxid-Supergitter, Quanten-Phasenübergänge und Materie unter Nichtgleichgewichtsbedingungen. In jüngster Zeit untersuchte er auch Experimente theoretisch, die scheinbar zeigten, dass die Sprungtemperatur bei Supraleitern durch ultrakurze Laserpulse erhöht werden kann.
Er ist im Rat der U.S. Summer School on Condensed Matter and Materials Physics, die er mit gründete. Millis ist Fellow der American Physical Society (1999) und der American Association for the Advancement of Science (2013), sowie Mitglied der National Academy of Sciences (2020). 2017 erhielt er den Hamburger Preis für Theoretische Physik (insbesondere für theoretische Arbeiten zu Supraleitern) und war Sommerfeld Lecturer an der Universität München (Vorlesung: Superconductivity -past, present and future). 2010 bis 2014 war er Trustee des Aspen Center for Physics und er ist auswärtiges Mitglied des Canadian Institute for Advanced Research. 1996 war er Gastprofessor an der Universität Bonn, er war Gastwissenschaftler an der École Polytechnique und beim CNRS und 2015 Gastprofessor am Collège de France.

## Schriften (Auswahl)
- mit Patrick A. Lee: Large-orbital-degeneracy expansion for the lattice Anderson model, Physical Review B, Band 35, 1986, S. 3394
- mit H. Monien, David Pines: Phenomenological model of nuclear relaxation in the normal state of YBa 2 Cu 3 O 7, Phys. Rev. B, Band 42, 1990, S. 167
- Effect of a nonzero temperature on quantum critical points in itinerant fermion systems, Phys. Rev. B, Band 48, 1993, S. 7183
- mit P. B. Littlewood, Boris Shraiman: Double Exchange Alone Does Not Explain the Resistivity of La (1-x) Sr (x) Mn O3, Phys. Rev. Lett., Band 74, 1995, S. 5144, Arxiv
- mit B. I. Shraiman, R. Mueller: Dynamic Jahn-Teller Effect and Colossal Magnetoresistance in La (1-x) Sr (x) Mn O3, Phys. Rev. Lett., Band 77, 1996, S. 175, Arxiv
- m it B. Shraiman, R. Mueller: Fermi-liquid-to-polaron crossover. II. Double exchange and the physics of colossal magnetoresistance, Phys. Rev. B, Band 54, 1996, S. 5405, Arxiv, (Teil 1, S. 5389)
- Lattice effects in magnetoresistive manganese perovskites, Nature, Band 492, 1998, S. 147–150
- mit J. Ye, B. Shraiman u. a.: Berry phase theory of the anomalous Hall effect: application to colossal magnetoresistance manganites, Phys. Rev. Lett., Band 83, 1999, S. 3737, Arxiv
- Colossal Magnetoresistance manganites: a laboratory for electron-phonon physics, Philosophical Transactions of the Royal Society, Series A, Band 356, 1998, S. 1473–1480
- mit J. Orenstein: Advances in the physics of high-temperature superconductivity, Science, Band 288, 2000, S. 468–474
- mit R. Grigera, R. S. Perry, A. J. Schofield, M. Chiao, S. R. Julian, G. G. Lonzarich, S. I. Ikeda, Y. Maeno, A. P. Mackenzie: Magnetic field-tuned quantum criticality in the metallic ruthenate Sr3Ru2O7, Science, Band 294, 2001, S. 329–332
- mit A. Mitra, I. Aleiner: Phonon effects in molecular transistors: Quantal and classical treatment, Phys. Rev. B, Band 69, 2004, S. 245302, Arxiv
- mit S. Okamoto: Electronic reconstruction at an interface between a Mott insulator and a band insulator, Nature, Band 428, 2004, S. 630
- Optical Conductivity and Correlated Electron Physics, in: D. Baeriswyl, L. DeGiorgi, Strong Interactions in Low Dimensions, Springer 2004
- mit P. Werner, A. Comanac, L. De'Medici, M. Troyer: Continuous-time solver for quantum impurity models, Physical Review Letters, Band 97, 2006, S. 076405, Arxiv
- mit C. H. Ahn u. a.: Electrostatic modification of novel materials, Rev. Mod. Phys., Band 78, 2006, S. 1185
- mit Emanuel Gull, Alexander Lichtenstein, Alexey Rubtsov, Matthias Troyer, Philipp Werner: Continuous Time Quantum Monte Carlo Methods for quantum impurity models,  Rev. Mod. Phys., Band 83, 2011, S. 349–404, Arxiv
- Oxide interfaces: moment of magnetism, Nature Physics, Band 7, 2011, S. 749
- mit Gull, Parcollet: Superconductivity and the Pseudogap in the two-dimensional Hubbard model, Phys. Rev. Lett., Band 110, 2013, S. 216405, Arxiv
- mit Dante M. Kennes, Eli Y. Wilner, David R. Reichman: Transient superconductivity from electronic squeezing of optically pumped phonons, Nature Physics, Band 13, 2017, S. 479–483, Arxiv[2]